# Iwan Ussenka
Iwan Wassilewitsch Ussenka (belarussisch Іван Васі́левіч Усенка, russisch Иван Васильевич Усенко/Iwan Wassiljewitsch Ussenko; * 12. Februar 1983 in Nischni Nowgorod, Russische SFSR, Sowjetunion) ist ein belarussischer Eishockeyspieler, der zweimal belarussischer Meister wurde und mit der belarussischen Nationalmannschaft an drei Weltmeisterschaften teilnahm.

## Karriere
Iwan Ussenka, der zu Sowjetzeiten im russischen Nischni Nowgorod geboren wurde, begann seine Karriere als Eishockeyspieler in der russischen Perwaja Liga. 2001 absolvierte er zwischenzeitlich sieben Spiele für die Swift Current Broncos, die ihn beim CHL Import Draft 2001 in der ersten Runde als insgesamt 49. Spieler ausgewählt hatten, in der Western Hockey League. 2005 wechselte er in die belarussische Extraliga. Dort wurde er 2013 mit dem HK Njoman Hrodna und 2015 mit dem HK Schachzjor Salihorsk belarussischer Meister, nachdem er bereits 2011 mit dem HK Junost Minsk den IIHF Continental Cup gewonnen hatte. Bis 2018 spielte er noch in der Extraliga. Nach einem Jahr in der zweitklassigen Wysschaja Liga beendete er 2019 seine Karriere.

### International
Für Belarus nahm Ussenka an den Weltmeisterschaften 2009, 2014 und 2015 teil.

## Erfolge und Auszeichnungen
- 2011 Gewinn des IIHF Continental Cup mit dem HK Junost Minsk
- 2013 Belarussischer Meister mit dem HK Njoman Hrodna
- 2015 Belarussischer Meister mit dem HK Schachzjor Salihorsk